# اسلامی‌سازی دانش
اسلامی‌سازی دانش اصطلاحی است که به مجموعه‌ای از کوشش‌های روشمند در راستای به تعامل درآوردن آموزه‌های معرفتی و فرهنگی اسلامی با حوزه‌ها شوون مختلف زندگی و تفکر مدرن اشاره دارد. محصول و برآیند نهائی این تلاش‌ها رسیدن به نوعی اجماع مسلمانان بر سر نوعی از فقه و روش علمی و دانش زندگی خواهد بود که موافق هنجارهای آموزه‌های اسلام باشد.
امروزه برخی از اندیشمندان و فیلسوفان علم، معتقدند اسلامی‌سازی در علم و فرهنگ: «گذر از فرایند تولید علم است به شرط آنکه جهان‌بینی، منابع، غایات و اهداف دینی در فرایند فرآوری آن دانش، به‌طور بنیادین، ایفای نقش کنند، وصف معرفت شناختی علم اسلامی منزوی نبودن کهکشان مفاهیم تصوری یک علم نسبت به بافتار کهکشانی فراورده‌های توصیفی و هنجاری اسلامی است. این بافتار همان بوم سازگانی است که هشیارانه توسط جامعه نخبگانی به آن آگاهی علم ساختی وجود دارد. علم اسلامی با علمی که در جامعه اسلامی همه گیر است لزوماً یکی نیست. در جامعه اسلامی ممکن است علوم با بوم سازگان معرفتی آن جامعه تعارض بسیار داشته باشد، اسلامی‌سازی یعنی بیرون انداختن این تعارضات به نفع آموزه‌های دین» سید محمد نقیب العطاس و اسماعیل فاروقی شاید از اولین افرادی هستند که مسئله اسلامی‌سازی علوم را با همین عنوان مطرح کرده‌اند ابوالأعلی مودودی و عبدالحمید ابوسلیمان نیز در این زمینه کوشیده‌اند.

## مخالفان و موافقان
- مخالفان:

می‌توان تقریر در حال شکل‌گیری از اسلامی‌سازی را مورد مخالفت عبدالکریم سروش و مصطفی ملکیان دانست. همچنین بیژن عبدالکریمی در بسیاری از نوشته‌هایش، اسلامی‌سازی علوم انسانی را مورد نقد قرار داده است.
- موافقان:

سیدحسین نصر، علّامه سید محمدحسین طباطبایی، مرتضی مطهری، محمد تقی مصباح یزدی، خسرو باقری، رضا غلامی، سید محمد علی موسوی جزائری را می‌توان از موافقان این عرصه نام برد.